# Тученица (село)
Вижте пояснителната страница за други значения на Тученица.
Тученѝца е село в Северна България. То се намира в община Плевен, област Плевен, между селата Бохот, Радишево и Пелишат.

## География
Разположено на 323 m надморска височина, селото се намира на около 300 m от третата най-висока точка в Северна България – близо до помпена станция до село Бохот. Селото се намира на 14 km от общинския и областен център Плевен.

## История
В центъра на селото се намира Болница за Рехабилитация филиал към „Авис Медика“ на мястото на бившата детска градина.
До 1989 г. местното население е надхвърляло 700 души, като се е характеризирало с висок естествен прираст. След 1990 г. се наблюдава масова урбанизация и броят намалява драстично за няколко години. В днешни дни официалният брой е около 350 души.
Съборът на селото е на 28 октомври, а курбанът за здраве е през август.
В селото, към читалището е създадена женска певческа група „Българка“ с художествен ръководител Янко Желязков, която функционира повече от 10 години и е завоювала много грамоти и медали
Настоящ кмет е Валентин Христов.